# Mirnyj (rejon oriczewski)
Mirnyj (ros. Мирный) – osiedle typu miejskiego w Rosji, w obwodzie kirowskim, w rejonie oriczewskim. W 2010 liczyło 3912 mieszkańców.